# Bahnhof Kanda
Der Bahnhof Kanda (jap. 神田駅, Kanda-eki) ist ein Bahnhof in der japanischen Hauptstadt Tokio, der von den Bahngesellschaften JR East und Tōkyō Metro bedient wird. Er befindet sich im Nordosten des Bezirks Chiyoda und ist ein Umsteigeknoten zwischen Eisenbahn und U-Bahn.

## Verbindungen
Kanda ist ein Trennungsbahnhof an der Keihin-Tōhoku-Linie und der Yamanote-Linie, die in diesem Bereich denselben Schienenkorridor nutzen, sowie an der hier abzweigenden Chūō-Schnellbahnlinie. Alle drei werden von der Bahngesellschaft JR East betrieben.
Die Keihin-Tōhoku-Linie verbindet Ōmiya mit Tokio und Yokohama sowie daran anschließend auf der Negishi-Linie mit Ōfuna. Tagsüber fahren die Nahverkehrszüge alle fünf Minuten, während der Hauptverkehrszeit alle drei bis vier Minuten. Somit werden jede Stunde zwischen 12 und 20 Züge angeboten. Ähnlich dicht ist der Verkehr auf der ringförmig rund um das Tokioter Stadtzentrum verlaufenden Yamanote-Linie: Tagsüber in beiden Richtungen zwölf Züge je Stunde, während der Hauptverkehrszeit bis zu 18 Züge. Die Chūō-Schnellbahnlinie verbindet den Bahnhof Tokio mit Shinjuku, Takao und Ōtsuki. Das Angebot umfasst die Kaisoku-, Tsūkin kaisoku- und Tsūkin-tokkai-Eilzüge mit Zugfolgen von wenigen Minuten. Manche dieser Züge verkehren über Ōtsuki hinaus nach Kawaguchiko oder wechseln in Tachikawa auf die Ōme-Linie.
Im U-Bahnhof Kanda halten Züge der von Tōkyō Metro betriebenen Ginza-Linie, die Shibuya mit Asakusa verbindet. Die Züge verkehren tagsüber alle drei bis vier Minuten, während der Hauptverkehrszeit alle zwei bis drei Minuten. Vor dem nördlichen Ausgang halten eine Buslinie der Gesellschaft Toei Bus und eine von der Bezirksverwaltung Chiyoda betriebene Quartierbuslinie.

## Anlage
Der Bahnhof steht an der Grenze zwischen den Stadtteilen Uchikanda (im Westen) und Kajichō (im Osten), die beide zum Bezirk Chiyoda gehören. Die Gegend ist ein Büroviertel mit kleineren und mittelgroßen Hochhäusern. Von Westausgang aus erstreckt sich eine traditionelle Einkaufsstraße (Shōtengai), ebenso gibt es zahlreiche Izakaya-Kneipen. Die Anlage von JR East ist von Norden nach Süden ausgerichtet und befindet sich auf einem breiten Viadukt. Sie umfasst sechs Gleise, die alle dem Personenverkehr dienen und an drei Mittelbahnsteigen liegen. Das westlichste Gleispaar dient den Zügen der Chūō-Schnellbahnlinie, ebenso wird es von den hier nicht haltenden Zügen der Chūō-Hauptlinie befahren. Die beiden übrigen Gleispaare sind der Keihin-Tōhoku-Linie und der Yamanote-Linie vorbehalten und sind nach Fahrtrichtung gruppiert. Östlich am Bahnhof Kanda vorbei verläuft das normalspurige Gleispaar der Schnellfahrstrecke Tōhoku-Shinkansen. Dieser Teil des Viadukts ist zweigeschossig ausgeführt; auf der oberen Ebene ist ein weiteres Gleispaar für die Ueno-Tokio-Linie verlegt.
Im Norden und Süden gibt es jeweils einen in den Viadukt integrierten Eingangsbereich mit je zwei Zugängen. Der nördliche Bereich ist zur Nationalstraße 17 hin ausgerichtet. Unter dieser Straße, deren Verlauf dem früheren Nakasendō entspricht, befindet sich der U-Bahnhof der Ginza-Linie. Über eine Zwischenebene ist die Gleisebene erreichbar, die zwei Gleise an einem mit Bahnsteigtüren ausgestatteten Mittelbahnsteig umfasst. Von der Verteilerebene führt ein unterirdischer Verbindungskorridor zum nördlichen Eingangsbereich des JR-East-Bahnhofs.
Im Fiskaljahr 2019 nutzten durchschnittlich 138.166 Fahrgäste täglich den Bahnhof. Davon entfielen 106.658 auf JR East und 31.508 auf Tōkyō Metro.

## Bilder

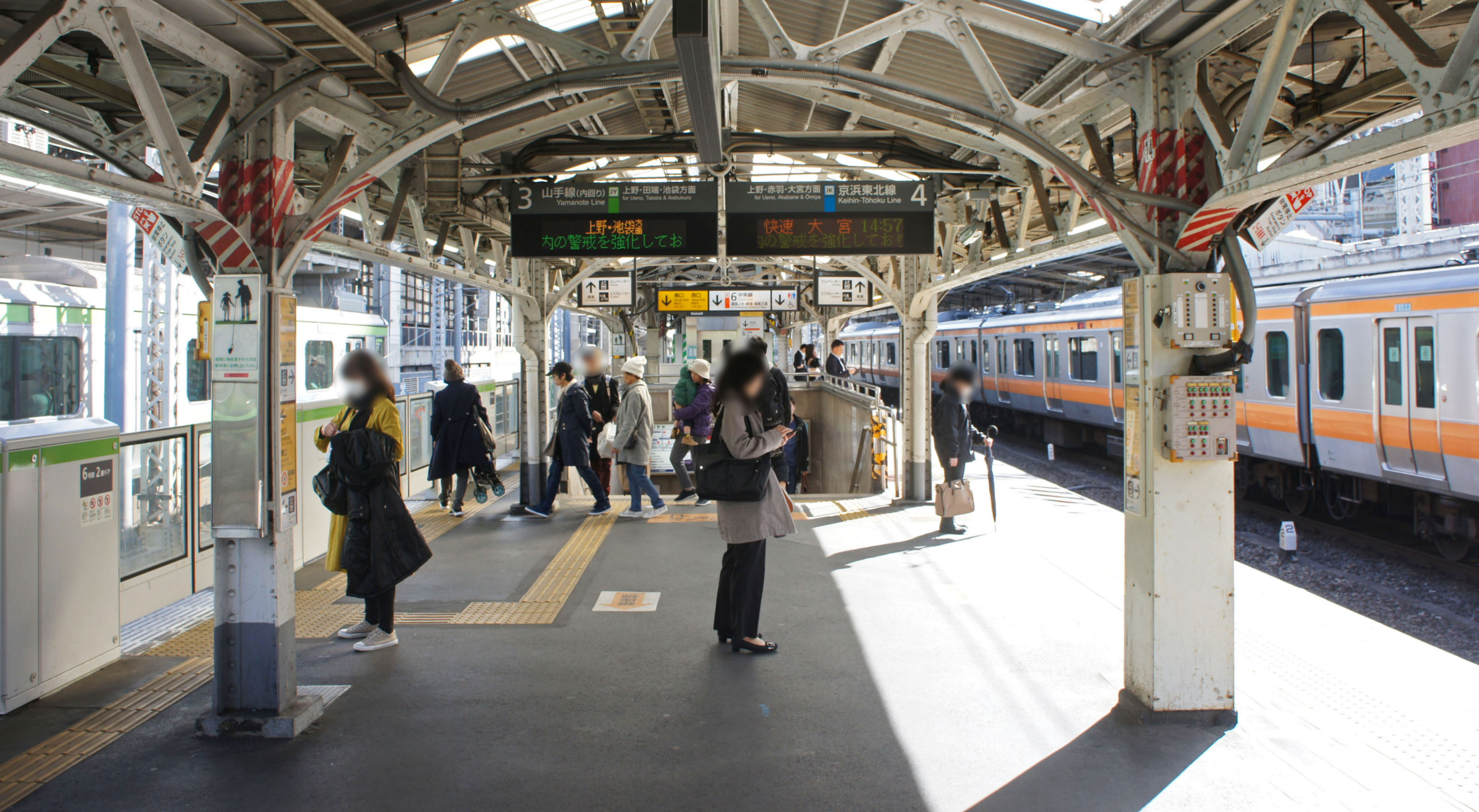
Bahnsteig 3/4
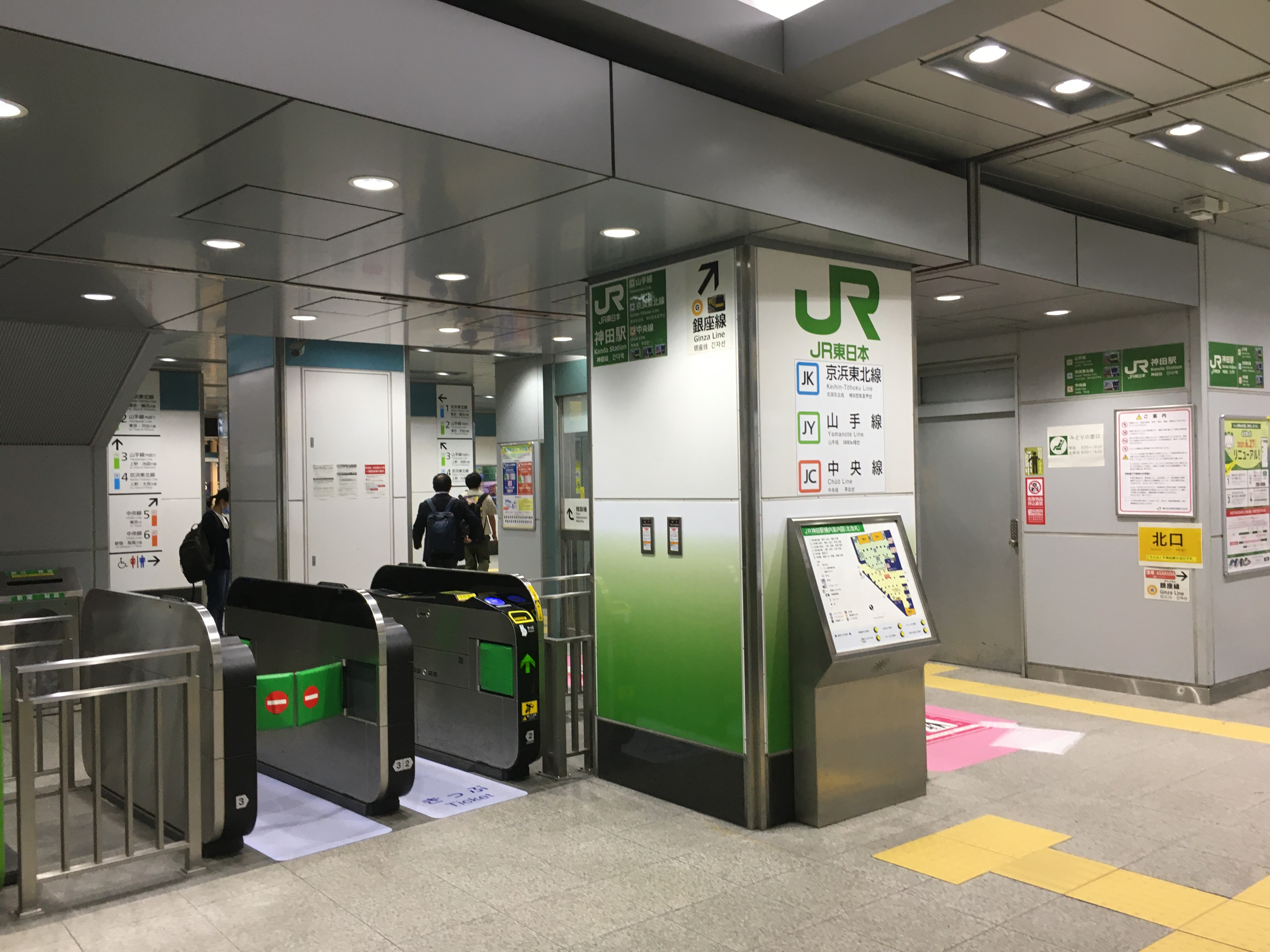
Bahnsteigsperren
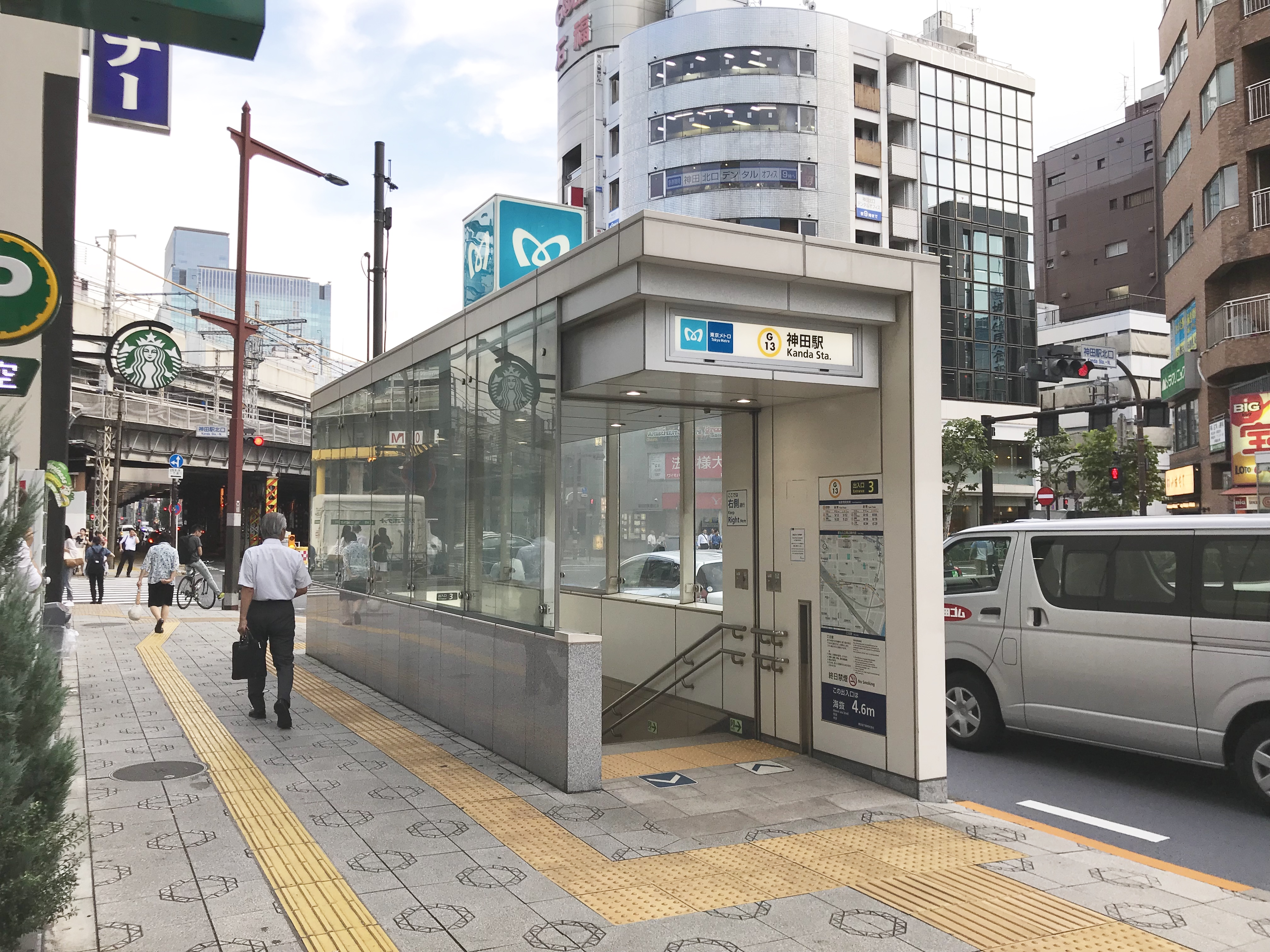
Nebeneingang zur U-Bahn
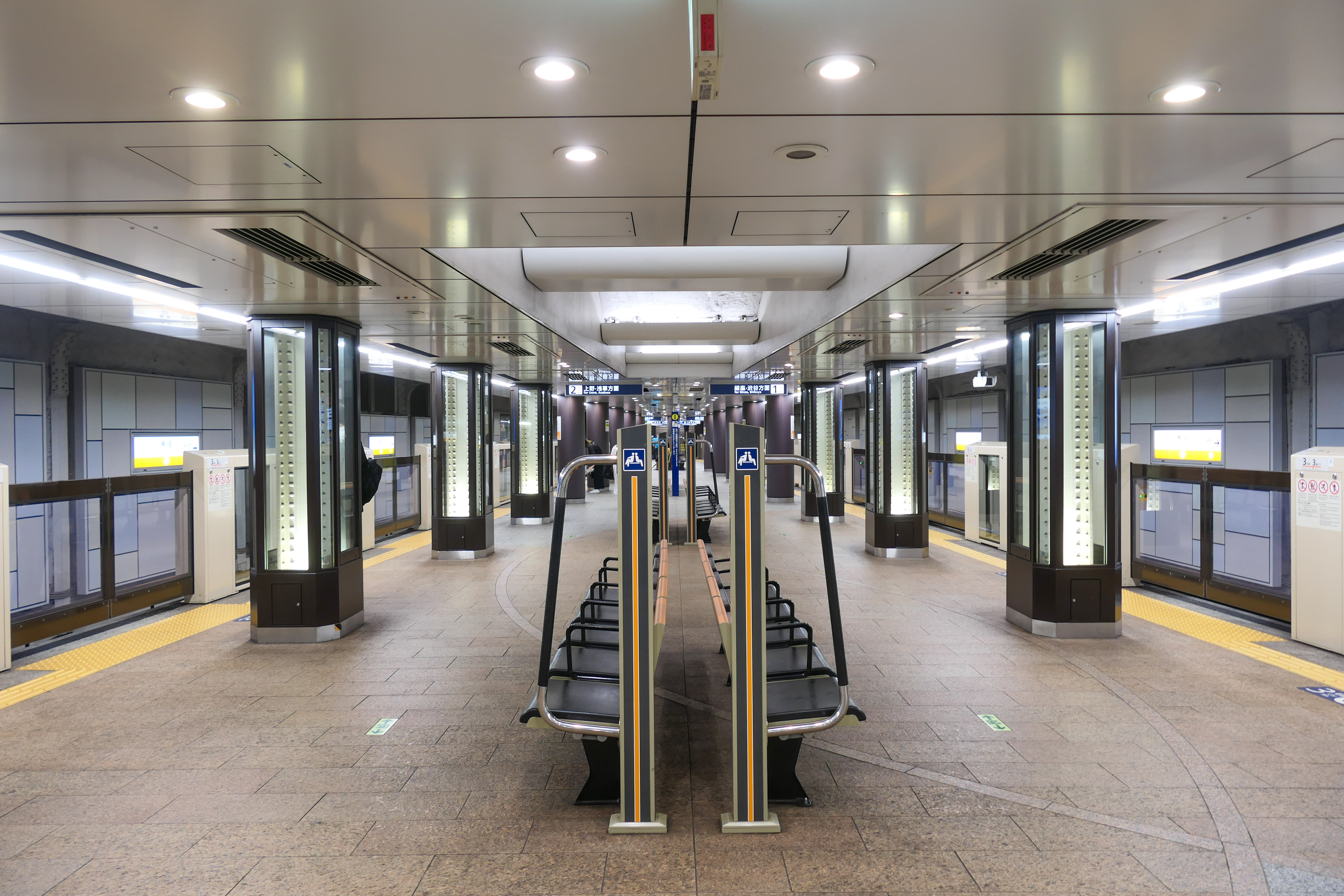
Bahnsteig des U-Bahnhofs

## Gleise

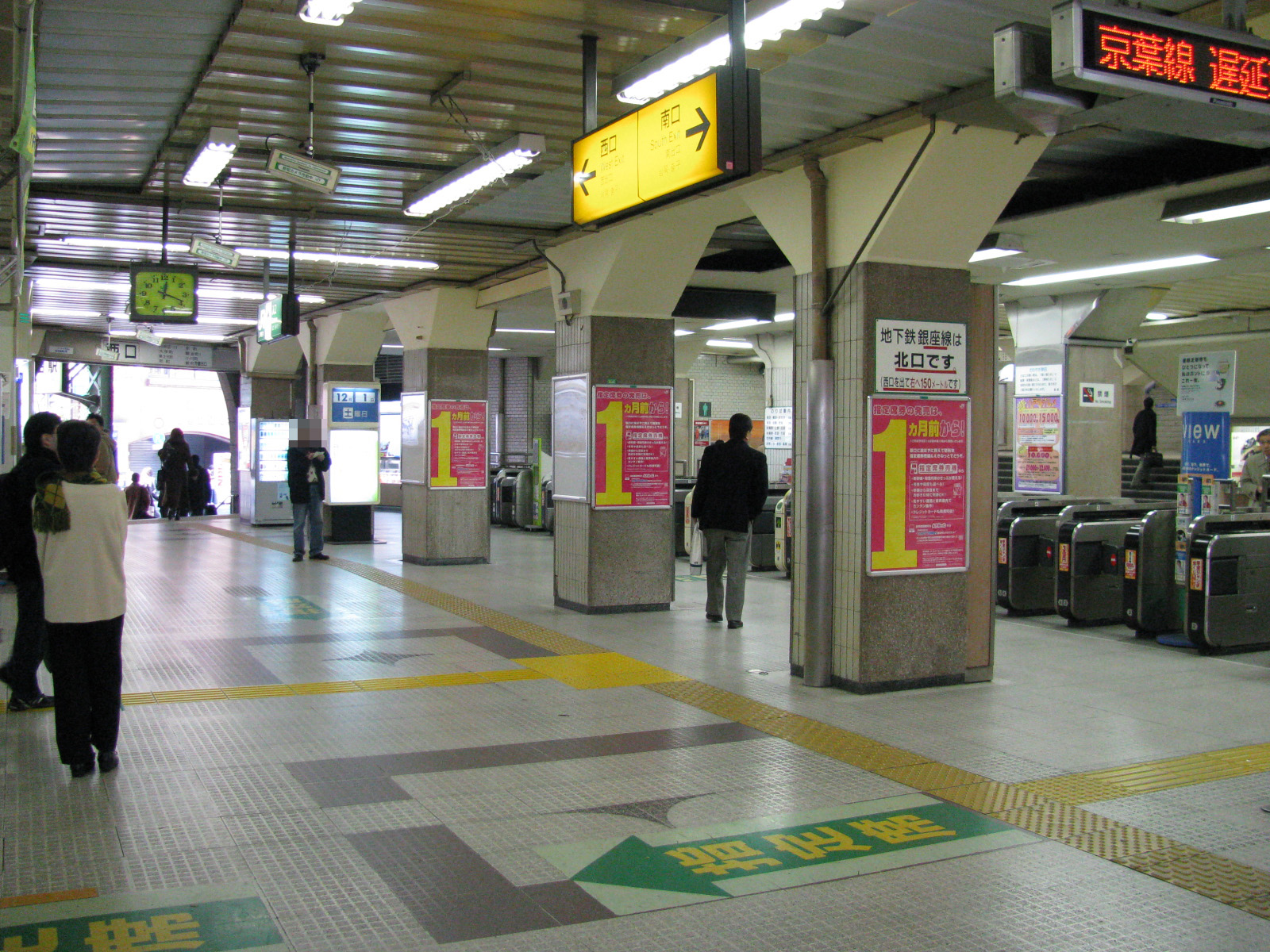
Südlicher Eingangsbereich

JR East:
| 1 | ▉ Keihin-Tōhoku-Linie   | Tokio • Shinagawa • Kawasaki • Yokohama  |
| 2 | ▉ Yamanote-Linie        | Tokio • Shimbashi • Shinagawa • Shinjuku |
| 3 | ▉ Yamanote-Linie        | Ueno • Tabata • Ikebukuro                |
| 4 | ▉ Keihin-Tōhoku-Linie   | Ueno • Akabane • Ōmiya                   |
| 5 | ▉ Chūō-Schnellbahnlinie | Tokio                                    |
| 6 | ▉ Chūō-Schnellbahnlinie | Shinjuku • Mitaka • Tachikawa            |

Tōkyō Metro:
| 1 | Ginza-Linie | Ginza • Shimbashi • Shibuya |
| 2 | Ginza-Linie | Ueno • Asakusa              |

## Linien
| Verlauf der Chūō-Schnellbahnlinie |
| --- |
| Tokyo –Kanda • Ochanomizu • Yotsuya • Shinjuku • Nakano • Kōenji • Asagaya • Ogikubo • Nishi-Ogikubo • Kichijōji • Mitaka • Musashi-Sakai • Higashi-Koganei • Musashi-Koganei • Kokubunji • Nishi-Kokubunji • Kunitachi • Tachikawa • Hino • Toyoda • Hachiōji • Nishi-Hachiōji • Takao |

| Verlauf der Keihin-Tōhoku-Linie / Negishi-Linie |
| --- |
| Ōmiya • Saitama-Shintoshin • Yono • Kita-Urawa • Urawa • Minami-Urawa • Warabi • Nishi-Kawaguchi • Kawaguchi • Akabane • Higashi-Jūjō • Ōji • Kami-Nakazato • Tabata • Nishi-Nippori • Nippori • Uguisudani • Ueno • Okachimachi • Akihabara • Kanda • Tokyo • Yūrakuchō • Shimbashi • Hamamatsuchō • Tamachi • Takanawa Gateway • Shinagawa • Ōimachi • Ōmori • Kamata • Kawasaki • Tsurumi • Shin-Koyasu • Higashi-Kanagawa • Yokohama • Sakuragichō • Kannai • Ishikawachō • Yamate • Negishi • Isogo • Shin-Sugita • Yōkōdai • Kōnandai • Hongōdai • Ōfuna |

| Verlauf der Yamanote-Linie |
| --- |
| Shinagawa • Ōsaki • Gotanda • Meguro • Ebisu • Shibuya • Harajuku • Yoyogi • Shinjuku • Shin-Ōkubo • Takadanobaba • Mejiro • Ikebukuro • Ōtsuka • Sugamo • Komagome • Tabata • Nishi-Nippori • Nippori • Uguisudani • Ueno • Okachimachi • Akihabara • Kanda • Tokyo • Yūrakuchō • Shimbashi • Hamamatsuchō • Tamachi • Takanawa Gateway • Shinagawa |

## Geschichte
Die Eröffnung des Bahnhofs Kanda erfolgte am 1. März 1919, als das staatliche Eisenbahnamt (das spätere Eisenbahnministerium) die bisher im Bahnhof Manseibashi endende Chūō-Hauptlinie zum Bahnhof Tokio verlängerte. Von Anfang an war er als reiner Personenbahnhof konzipiert. Ursprünglich hätte Kanda zuerst an die Tōhoku-Hauptlinie angebunden werden sollen, deren Endstation damals der Bahnhof Ueno war. Doch der Grunderwerb zog sich massiv in die Länge, weshalb das Eisenbahnamt die Vollendung der Chūō-Hauptlinie vorzog. Die Bauarbeiten begannen 1920, schritten aber nur langsam voran. Paradoxerweise sorgten die großflächigen Zerstörungen, die das Große Kantō-Erdbeben am 1. September 1923 anrichtete, für eine Beschleunigung. Das Eisenbahnministerium konnte die für den Viadukt benötigten Grundstücke zu günstigen Preisen erwerben und die Arbeiten deutlich rascher vorantreiben. Schließlich konnte am 1. November 1925 die Lücke zwischen Kanda und Ueno geschlossen werden (zunächst mit nur einer Doppelspur). So war es nun möglich, die Züge der Tōhoku-Hauptlinie bis zum Bahnhof Tokio und auf der Yamanote-Linie den Ringbetrieb einzuführen. Ab 1. April 1928 stand zwischen Tokio und Ueno eine zweite Doppelspur zur Verfügung, womit der Bahnhof Kanda nun sechs Gleise zählte. Dadurch war es möglich, am 1. November desselben Jahres die Keihin-Tōhoku-Linie von Tokio über Ueno nach Akabane zu verlängern. Mit der Verlängerung der Ginza-Linie von Suehirochō her erhielt Kanda am 21. November 1931 einen Haltepunkt an der ersten U-Bahn-Linie Asiens. Etwas mehr als vier Monate lang befand sich hier ihre südliche Endstation, bis zur Inbetriebnahme des nachfolgenden Abschnitts nach Mitsukoshimae am 29. April 1932.

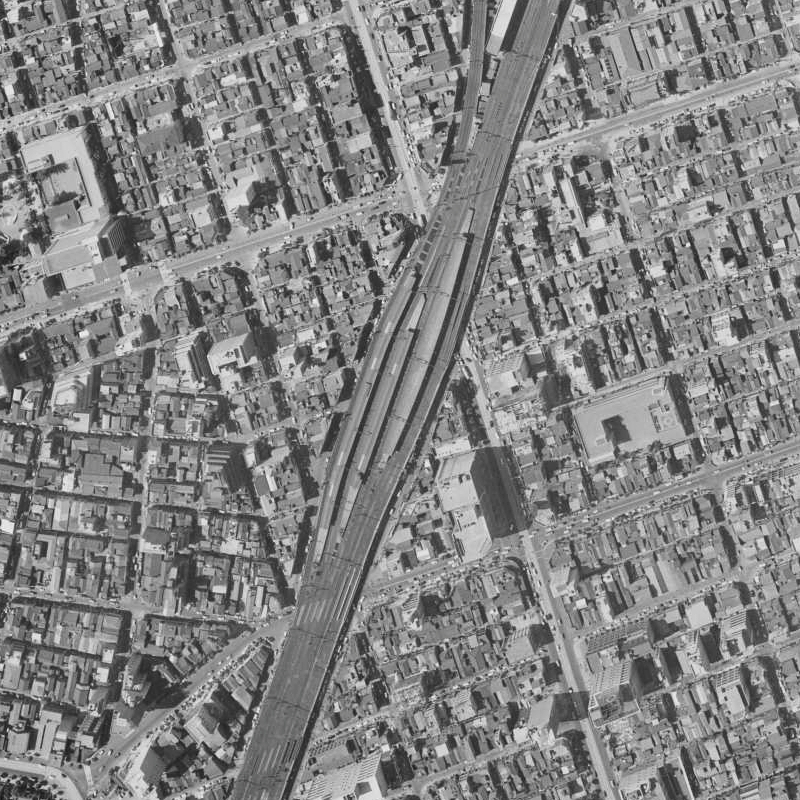
Luftansicht von 1963

Im Rahmen der Privatisierung der Japanischen Staatsbahn ging der Bahnhof am 1. April 1987 in den Besitz der neuen Gesellschaft JR East über. Es bestanden Pläne, die seit 1985 in Ueno endende Schnellfahrstrecke Tōhoku-Shinkansen zum Bahnhof Tokio zu verlängern. 1989 entschloss sich JR East, das Projekt auszuführen. Im Bereich des Bahnhofs Kanda war es wegen Platzmangels nicht möglich, eine zusätzliche Shinkansen-Doppelspur neben jener der Tōhoku-Hauptlinie zu errichten. Da fast alle von Norden her in die Hauptstadt führenden Fernverkehrszüge seit 1973 ohnehin im Bahnhof Ueno wendeten, schien es naheliegend, stattdessen die nur noch von wenigen Zügen befahrene Trasse der Tōhoku-Hauptlinie umzubauen. Ebenso verstärkte man den Viadukt zwischen den Bahnhöfen Akihabara und Tokio. Am 20. Juni 1991 reichte die Schnellfahrstrecke bis zum Tokioter Hauptbahnhof.
Zweieinhalb Jahrzehnte später begann JR East mit den Planungen zum Bau einer weiteren Doppelspur zwischen den Bahnhöfen Tokio und Ueno, um die Verbindung zur Tōkaidō-Hauptlinie wiederherzustellen. Ziel war es einerseits, die Überlastung der Yamanote- und Keihin-Tōhoku-Linie in diesem Bereich zu verringern. Andererseits sollten zusätzliche Kapazitäten für neue umsteigefreie Eilzüge zwischen dem Norden und dem Süden der Metropolregion geschaffen werden. Da die Trasse beim Bahnhof Kanda seit 1991 durch die Tōhoku-Shinkansen belegt war, sollte der Viadukt dort auf einer Länge von rund 1,3 km (inkl. Rampen) ein zweites Geschoss erhalten. Die Bauarbeiten an der Ueno-Tokio-Linie begannen im Mai 2008, verzögerten sich aber wegen der Auswirkungen des Tōhoku-Erdbebens 2011 um zwei Jahre. Die Eröffnung dieses Bauwerks erfolgte schließlich am 14. März 2015.